# Smeerenburg
Smeerenburg (deutsch so viel wie Tran-Stadt) ist eine aufgegebene Walfangstation auf der Insel Amsterdamøya im Nordwesten von Svalbard (Spitzbergen), die ihre Blütezeit in der ersten Hälfte des 17. Jahrhunderts erlebte.

## Geschichte

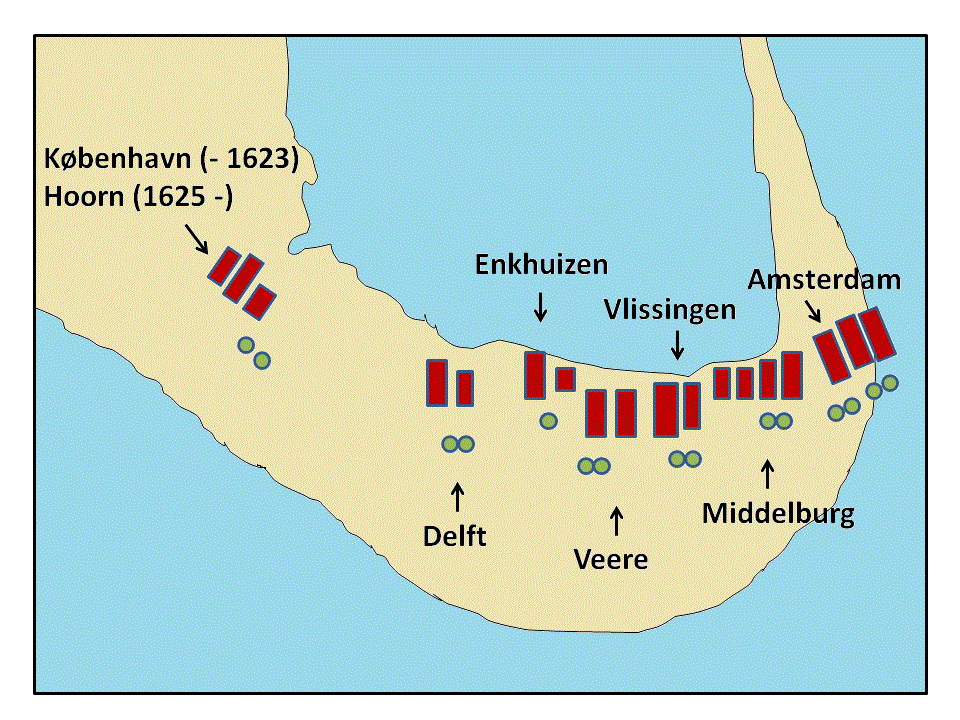
Lage der Gebäude und Tranöfen in Smeerenburg (17. Jahrhundert)

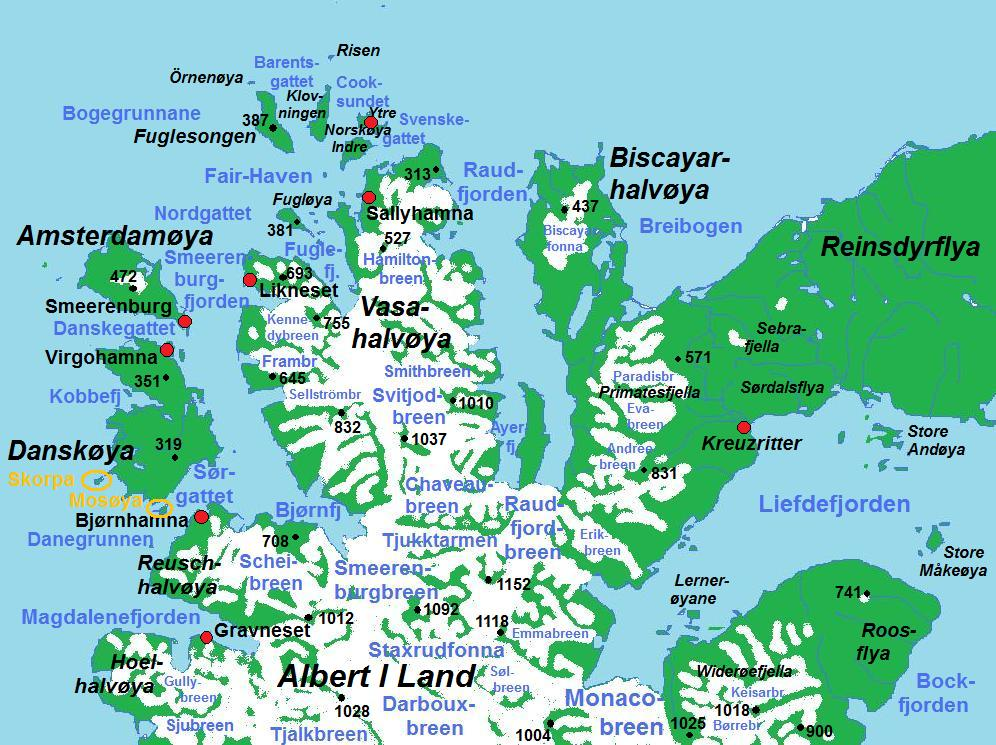
Karte von Nordwest-Spitzbergen

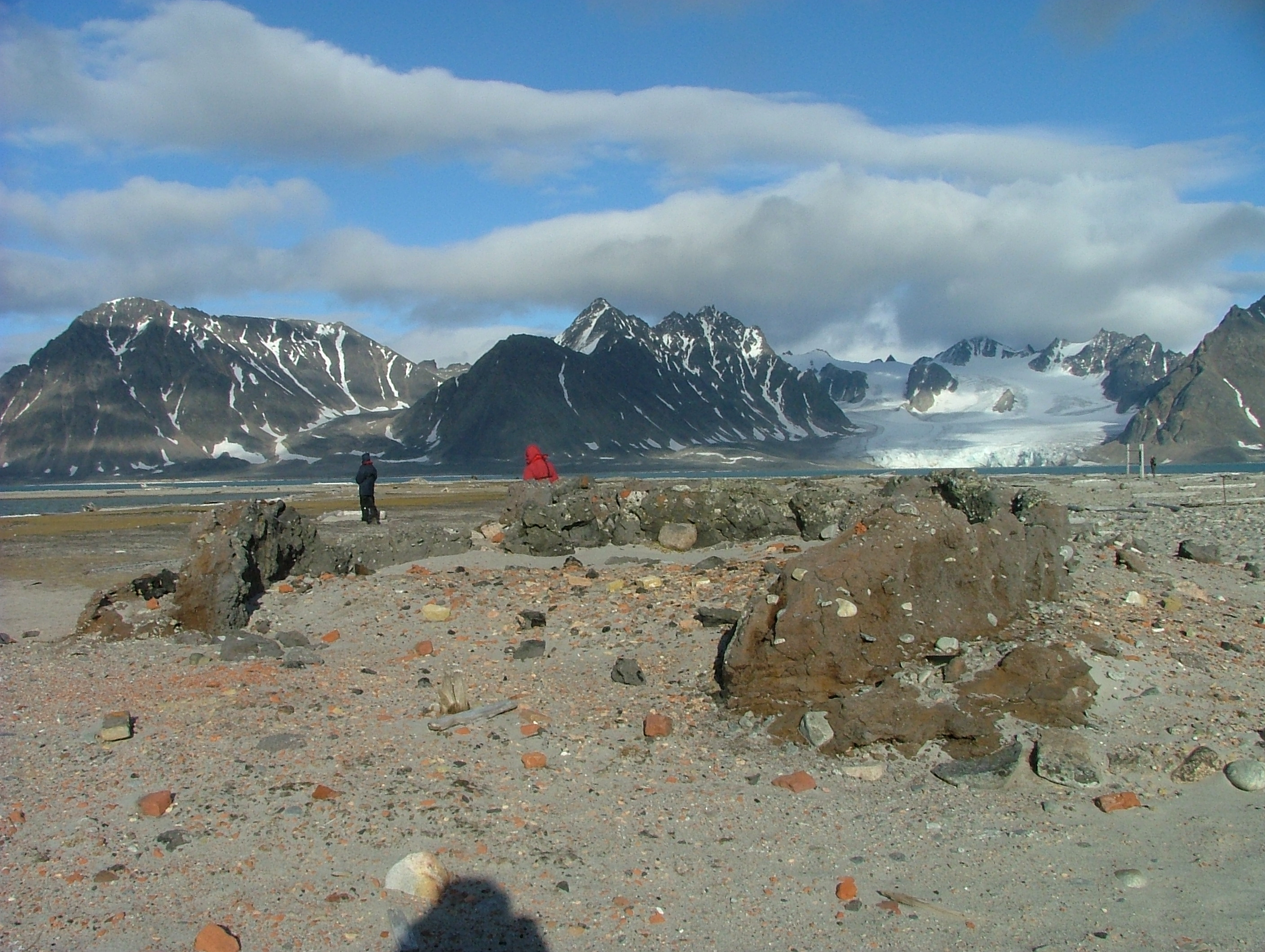
Reste großer Tranöfen in Smeerenburg

Niederländische Walfänger nutzten diesen Ort erstmals 1614. Wahrscheinlich 1619 wurden die ersten festen Gebäude errichtet. Während der intensiven Phase des Walfangs um Spitzbergen war Smeerenburg das Zentrum der Aktivitäten. Auf dem Höhepunkt in den 1630er Jahren gab es hier acht Trankessel, in denen Walblubber zu Tran verkocht wurde, und 17 oder 18 Gebäude. In den Sommermonaten lebten und arbeiteten in Smeerenburg bis zu 200 Menschen. In den Wintermonaten war der Ort verlassen, nur 1633/34 überwinterte Jacob van der Brugge mit sechs Männern, um die Einrichtungen vor Konkurrenten zu schützen. In den 1640er Jahren begann der wirtschaftliche Abstieg Smeerenburgs, weil die Zahl der Wale, die direkt vor der Küste anzutreffen waren, schnell abnahm. Um 1660 wurde die Station endgültig aufgegeben. Heute sind von den Gebäuden nur noch die Grundmauern zu sehen.
In der Vergangenheit wurde die Größe Smeerenburgs stark überschätzt. Der englische Entdecker William Scoresby schrieb 1820, dass der Ort pro Saison von 200 bis 300 Schiffen mit einer Besatzung zwischen 12.000 und 18.000 Mann besucht worden wäre. Der Ort habe eine Kirche und ein Bordell besessen. Noch 100 Jahre später glaubte Fridtjof Nansen an diesen Mythos: „Hier stand damals, vor mehr als 250 Jahren, eine ganze Stadt mit Läden und Straßen. Wohl 10000 Menschen im Sommer mit dem Lärm von Packhäusern, Trankochereien, Spielerkneipen, von Schmieden und Werkstätten und Schänken und Tanzböden. An diesem flachen Strand wimmelte es von Booten mit Seeleuten, die eben von dem aufregenden Walfang kamen, und von Frauenzimmern in bunten Farben, die auf Männerfang ausgingen.“ Nach neueren Forschungen, insbesondere den archäologischen Grabungen von 1979 bis 1981 unter Leitung von Louwrens Hacquebord (* 1947), entspricht dies nicht der historischen Wahrheit. Smeerenburg wurde entsprechend der gefundenen Bebauung im Sommer von ca. 200 Holländern und Dänen bewohnt. Von einer städtischen Infrastruktur kann keine Rede sein.
Die Ruinen von Smeerenburg sind seit 1973 Teil des Nordwestspitzbergen-Nationalparks.